# Sharon (Pensylwania)
Sharon – miasto w Stanach Zjednoczonych, w stanie Pensylwania, w hrabstwie Mercer.

## Urodzeni w Sharon
- Carmen Argenziano – amerykański aktor
- John D. MacDonald – amerykański pisarz
- Joseph Organ – amerykański lekkoatleta
- Willie Somerset – amerykański koszykarz